# Miccolamia rugosula
Miccolamia rugosula är en skalbaggsart som beskrevs av Holzschuh 2003. Miccolamia rugosula ingår i släktet Miccolamia och familjen långhorningar. Inga underarter finns listade i Catalogue of Life.